# Modlitební praporek

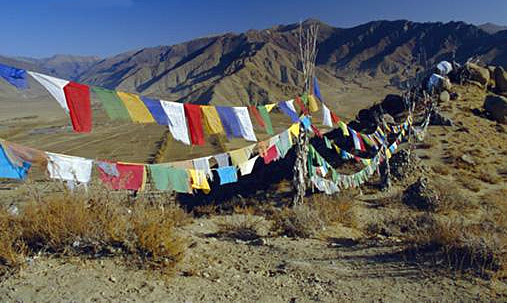
Modlitební praporky zavěšené na provázcích na hřebenu kopce

Jako modlitební praporek se označuje různě velký kus látky či jiného materiálu obdélníkového tvaru, který je zavěšován na větrná místa, a to především v himálajských oblastech. Většinou jsou různě barevné praporky zavěšovány ve větším množství a obsahují nápisy i vyobrazení. Jejich původ pravděpodobně sahá až do předbuddhistického Tibetu, do doby bönu.
Původně se praporky psaly a malovaly ručně na nejrůznější tkaniny nebo papír. V 15. století se k výrobě začala používat velká dřevěná razítka, do kterých se vyryl zrcadlově otočený motiv. Tento vynález umožnil vytváření praporků se stejným designem a tradiční designy tak mohly být jednoduše předávány z generace na generaci. Během čínské kulturní revoluce byl neznámý počet designů zničen. Většinu tradičních modlitebních praporků dnes vyrábí v Nepálu a Indii tibetští emigranti nebo nepálští buddhisté v tibetském pohraničí.
Asi nejznámějším příkladem modlitebního praporku je tibetská lungta, neboli větrný kůň (v tibetštině རླུང་རྟ་, Wylie rlung=vítr, rta=kůň). Lungty bývají Tibeťany věšeny kolem domů, na kopcích či stúpách a na dalších, většinou větrných místech. Na praporcích bývají umístěny modlitby či různé mantry nebo sútry. Texty na lungtách se různě liší, obvykle obsahují několik z asi 400 manter nebo krátkou sútru, nejčastěji sútru Gyaltsen Semo. Uprostřed praporku bývá vyobrazený větrný kůň, v rozích potom čtyři zvířata, jejichž účel je koně chránit. Do horních rohů se umísťuje garuda a drak, do spodních rohů bílý tygr a sněžný lev.
Jednotlivé barvy praporků představují pět základních elementů. Modrá symbolizuje nebe, bílá vzduch, červená oheň, zelená vodu a žlutá zemi. Pořadí barev je vždy následující: žlutá, zelená, červená, bílá a modrá. U svisle pověšených praporků se žlutá umísťuje dole a modrá nahoru. U vodorovně pověšených praporků na směru nezáleží, pouze se udržuje dané pořadí.
Tibeťané věří, že při jejich věšení je důležitá správná motivace a naladění. Pokud člověk myslí pouze na vlastní užitek, modlitba nebude účinná. Pokud člověk přeje štěstí a užitek všem bytostem, modlitba nabude mnohem větší síly. Praporky se věší na větrná místa, čím výše, tím lépe. Vítr následně šíří dobrou vůli dále do světa.
Tibeťané považují modlitební praporky za posvátné. Jelikož obsahují posvátné texty a symboly, mělo by se s nimi nakládat s respektem, neměly by se válet po zemi nebo házet do odpadu. Staré praporky se dle tradice spalují, aby kouř mohl dále odnést modlitbu do nebes.